# 鞭蠍
鞭蠍（英語：whip scorpion）是蛛形綱有鞭目（學名：或）物種的統稱，約有一百餘種。鞭蠍有一對特化的觸肢，類似感覺的器官，前方的螯夾有助於防禦、挖掘、撕裂獵物，腹部末端有鞭狀的尾部。鞭蠍身長通常約5公分以下，已知體型最大的種類是生活在美國南部以及墨西哥一帶的美洲巨鞭蠍（Mastigoproctus giganteus），體長可達8.5公分。鞭蠍為卵胎生繁殖，雌鞭蠍具有帶卵行為。

## 詞源
有鞭目的學名Uropygi來自古希臘語的 ，意指「尻尾」。

## 外部形態
- 身體區分頭胸部與腹部兩個部分。
- 頭胸部有一對特化的螯夾，用以捕捉獵物、挖掘；四對步足中的第一對步足細長，特化用於探測、感知周遭環境。
- 腹部尾端有根細鞭[2]，可射出醋酸禦敵。

## 習性
有鞭目與蠍目的外型有些相似的部分，如螯夾、尾部末端，但是也和蜘蛛有共同類似的構造。牠們的體色通常為黑褐色，具有紮實的背甲外殼與分段式的腹部，頭胸部和腹部略微呈現扁平狀，前方彎曲的螯夾貼近於口器旁。腹部末端有根細鞭，能夠發射出含有乙酸與辛酸的混合物到敵人身上，達到驅敵作用，這種物質像是醋一樣，具有強烈的刺激味，如果遭受到這種物質接觸到皮膚或是眼睛將會引起皮膚炎和角膜炎灼傷，被命名為鞭蠍（whip scorpions）與就是這個的緣故，此外全長約25-85毫米，目前能超過30毫米以上的只有最大的Mastigoproctus屬物種。
而鞭蠍也與裂盾目、无鞭目和避日目一樣，視力非常的差，所以必須要使用特化的第一對腳在前方探測作為傳達的器官。鞭蠍通常都是晝伏夜出行動，捕食各種昆蟲、馬陸、節肢動物等為食。
鞭蠍通常棲息於較為黑暗潮濕的地方，例如倒木下、岩石下，或牠們自行挖掘的巢穴中，因為鞭蠍會有自相殘殺的習性，所以幾乎都是獨自居住在自己的巢穴下。
當交配完成後會將卵揹負於腹部加以保護，當卵的數量低於35以下，會被保護於雌鞭蠍分泌的黏膜下防止乾燥，雌鞭蠍會開始禁食，保護卵直到孵化，孵出的幼體會用吸盤吸附在雌鞭蠍的背上加以保護，直到第一次蛻皮時自行離開母體，由於幼體生長緩慢，必須透過三次蛻皮成為成體，將會花費四年的時間。

## 分布
鞭蠍分布於除歐洲與澳大利亞大陸之外的亞熱帶、熱帶區域。

## 分類
目前已命名種類已達100種以上，全部歸屬於鞭蝎科（Thelyphonidae）。
另可參閱：有鞭目物種列表

## 外部連結
- Photos of Taiwanese Uropygid - Typopeltis crucifer （页面存档备份，存于）
- Video of vinegaroon mating behavior （页面存档备份，存于）